# Тимоновка (Брянская область)
Ти́моновка — упразднённая деревня в Брянском районе Брянской области России. С 1976 года в черте села Супонево.
Малая родина Героя Советского Союза Н. И. Чувина.

## География
Располагается на высоком правом берегу Десны, между городом Брянском и историческим центром поселка Супонево; непосредственно прилегает к Свенскому монастырю.

## История
На территории Тимоновки — две стоянки древнего человека эпохи палеолита (открыты в 1927 и 1965).
Впервые упоминается в 1595 году; до 1764 являлась вотчиной Свенского монастыря. Состояла в приходе села Супонева, с 1821 — Брянского Покровского собора; после закрытия Свенского монастыря временно (с 1919 по 1924 гг.) имела самостоятельный приход при его церкви Антония и Феодосия.
В XVII—XVIII вв. входила в состав Подгородного стана Брянского уезда; с 1840-х гг. по 1924 в Супоневской волости. С 1862 действовало народное училище в Свенском монастыре (с 1886 — церковно-приходская школа для мальчиков); в 1899 в самой деревне была открыта церковно-приходская школа для девочек. В XIX веке работал винокуренный завод.
В 1924—1929 входила в Бежицкую волость; с 1929 года в Брянском районе (до 1954 — центр Тимоновского сельсовета, затем в Супоневском сельсовете). С 1976 в составе пгт (ныне села) Супонево.

## Население
| Годы      | 1866 | 1878 | 1926 |
| --------- | ---- | ---- | ---- |
| Население | 680  | 767  | 1563 |

## Известные уроженцы
- Дашичев, Иван Фёдорович (1897—1963) — советский военачальник, генерал-майор.
- Чувин, Николай Иванович (1919—2013) — советский лётчик, Герой Советского Союза.